# Carlos Vives

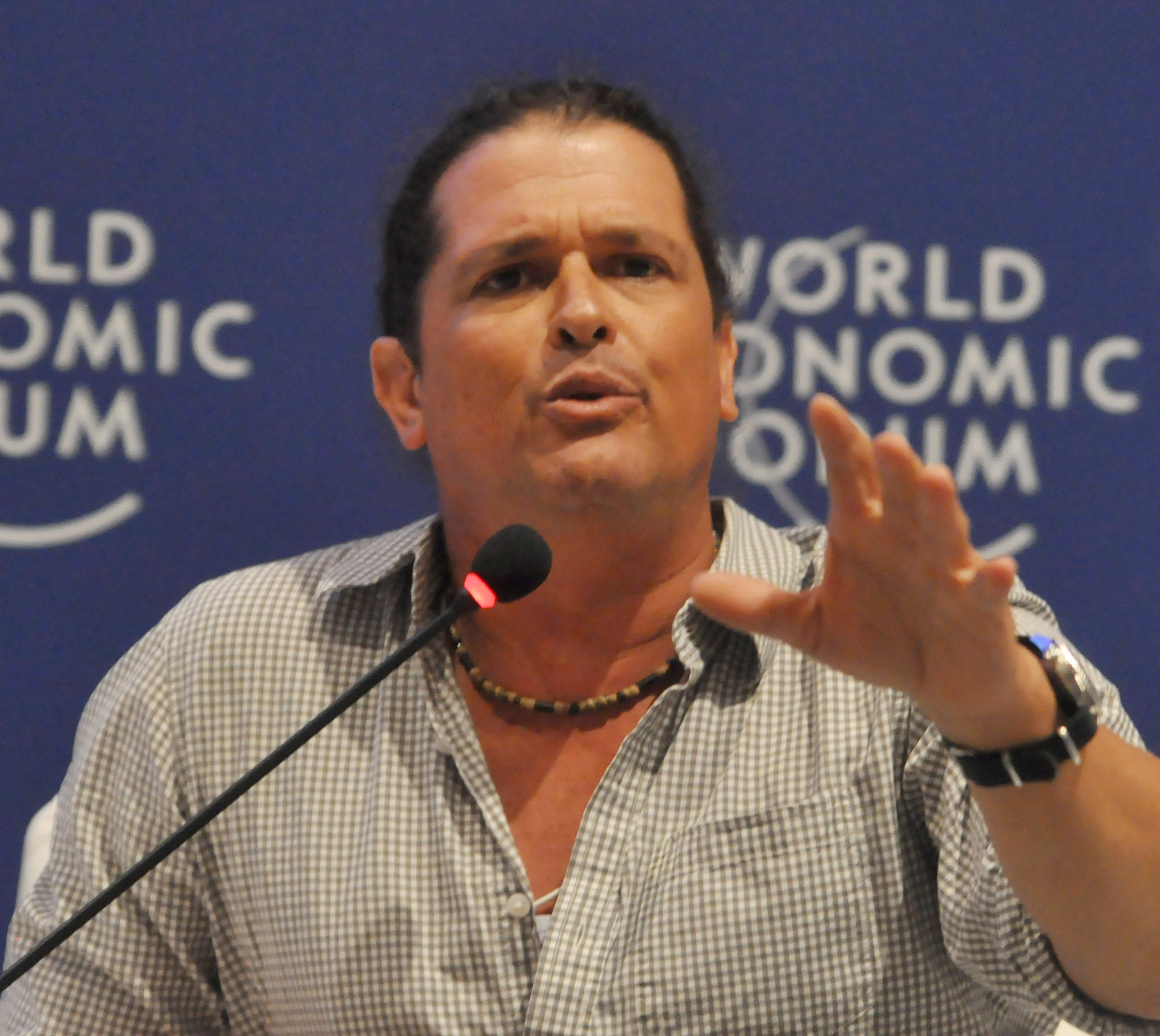
Carlos Vives (2010)

Carlos Vives (* 7. August 1961 in Santa Marta) ist ein kolumbianischer Sänger und Schauspieler.

## Leben und Wirken
In seinem Heimatland ist Vives seit Mitte der 1980er Jahre ein Star. Damals begann er in verschiedenen Bands zu spielen und wirkte außerdem als Schauspieler in lateinamerikanischen Seifenopern, den Telenovelas, mit. Doch seine große Leidenschaft ist es, Songs zu schreiben, um auf der Bühne zu stehen. Seine Musik ist eine Mischung aus traditionellen, kolumbianischen Akkordeon-Klängen (Vallenato) mit Rock- und Pop-Elementen. In seiner Band spielt ein Meister des traditionellen Akkordeons, Egidio Cuadrado.
Für sein Album Déjame entrar wurde Carlos Vives 2002 in der Kategorie "Bestes traditionelles Latin-Album" mit einem Grammy ausgezeichnet, nachdem er schon 1999 und 2000 zwei Grammy-Nominierungen mit dem Album El amor de mi tierra errungen hatte. 2004 erreichte er mit seinem Album El rock de mi pueblo erstmals die US-Albumcharts.
Eine weitere Grammy-Nominierung erreichte 2014 das Album Corazón profundo. Der Nachfolger Más corazón profundo brachte ihm seine zweite Grammy-Trophäe in der Kategorie Tropical Latin.
Im Jahr 2016 nahm er für sein selbstbetiteltes Album zusammen mit Shakira das Lied La Bicicleta auf, welches zu seinem größten internationalen Hit wurde und u. a. 13 Wochen Platz eins der spanischen Singlecharts belegte. Im Folgejahr erreichte er mit der Single Robarte un beso in seiner Heimat für neun Wochen Platz eins.

## Diskografie

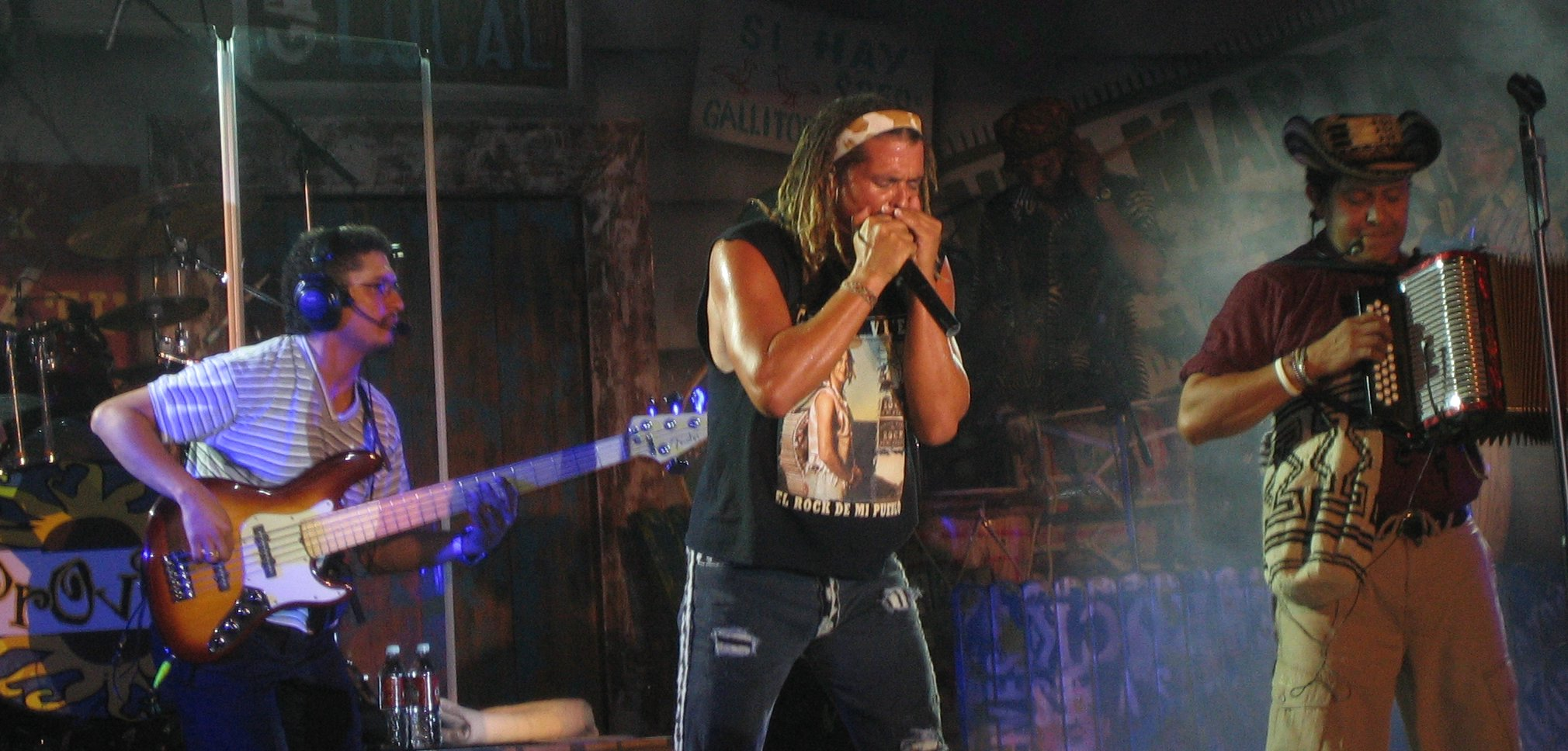
Carlos Vives (Mitte) bei einem Konzert

### Studioalben
| Jahr | Titel                         | Höchstplatzierung, Gesamtwochen, AuszeichnungChartplatzierungen (Jahr, Titel, Platzierungen, Wochen, Auszeichnungen, Anmerkungen) | Höchstplatzierung, Gesamtwochen, AuszeichnungChartplatzierungen (Jahr, Titel, Platzierungen, Wochen, Auszeichnungen, Anmerkungen) | Höchstplatzierung, Gesamtwochen, AuszeichnungChartplatzierungen (Jahr, Titel, Platzierungen, Wochen, Auszeichnungen, Anmerkungen) | Anmerkungen                                                                              |
| Jahr | Titel                         | US | Latin | ES | Anmerkungen                                                                              |
| ---- | ----------------------------- | --- | --- | --- | ---------------------------------------------------------------------------------------- |
| 1986 | Por fuera y por dentro        | — | — | — | Erstveröffentlichung: 1986                                                               |
| 1987 | No podrás escapar de mí       | — | — | — | Erstveröffentlichung: 1987                                                               |
| 1989 | Al centro de la ciudad        | — | — | — | Erstveröffentlichung: 1989                                                               |
| 1991 | Escalona ’Un canto a la vida’ | — | — | — | Erstveröffentlichung: 1991                                                               |
| 1992 | Escalona Vol. 2               | — | — | — | Erstveröffentlichung: 1992                                                               |
| 1993 | Clásicos de la provincia      | — | Latin2 Gold · (86 Wo.)Latin | ES— ×3DreifachplatinES | Erstveröffentlichung: 27. August 1993                                                    |
| 1995 | La tierra del olvido          | — | Latin5 (34 Wo.)Latin | ES— GoldES | Erstveröffentlichung: 25. Juli 1995                                                      |
| 1997 | Tengo fe                      | — | Latin12 (19 Wo.)Latin | — | Erstveröffentlichung: 12. August 1997                                                    |
| 1999 | El amor de mi tierra          | — | Latin2 ×2Doppelplatin · (50 Wo.)Latin                                                                                             | ES— ×6SechsfachplatinES | Erstveröffentlichung: 19. Oktober 1999                                                   |
| 2001 | Déjame entrar                 | — | Latin1 ×2Doppelplatin · (59 Wo.)Latin                                                                                             | ES— GoldES | Erstveröffentlichung: 6. November 2001                                                   |
| 2004 | El rock de mi pueblo          | US192 (2 Wo.)US | Latin4 Platin · (19 Wo.)Latin | ES22 (10 Wo.)ES | Erstveröffentlichung: 31. August 2004                                                    |
| 2009 | Clásicos de la provincia II   | — | — | — | Erstveröffentlichung: 30. September 2009 exklusiv physisch bei der Grupo Éxito erwerbbar |
| 2013 | Corazón profundo              | US61 (3 Wo.)US | Latin1 Platin · (52 Wo.)Latin | ES10 (33 Wo.)ES | Erstveröffentlichung: 23. April 2013                                                     |
| 2014 | Más + corazón profundo        | — | Latin5 Platin · (23 Wo.)Latin | ES66 (4 Wo.)ES | Erstveröffentlichung: 13. Mai 2014                                                       |
| 2017 | Vives                         | — | Latin— ×7SiebenfachplatinLatin | ES57 (2 Wo.)ES | Erstveröffentlichung: 10. November 2017                                                  |
| 2022 | Cumbiana II                   | — | Latin— PlatinLatin | — | Erstveröffentlichung: 13. Mai 2022                                                       |

grau schraffiert: keine Chartdaten aus diesem Jahr verfügbar

### Livealben
| Jahr | Titel                                                              | Höchstplatzierung, Gesamtwochen, AuszeichnungChartplatzierungen (Jahr, Titel, Platzierungen, Wochen, Auszeichnungen, Anmerkungen) | Höchstplatzierung, Gesamtwochen, AuszeichnungChartplatzierungen (Jahr, Titel, Platzierungen, Wochen, Auszeichnungen, Anmerkungen) | Höchstplatzierung, Gesamtwochen, AuszeichnungChartplatzierungen (Jahr, Titel, Platzierungen, Wochen, Auszeichnungen, Anmerkungen) | Anmerkungen                          |
| Jahr | Titel                                                              | US | Latin | ES | Anmerkungen                          |
| ---- | ------------------------------------------------------------------ | --- | --- | --- | ------------------------------------ |
| 2015 | Más + corazón profundo Tour: En vivo desde la bahía de Santa Marta | — | Latin1 (3 Wo.)Latin | — | Erstveröffentlichung: 7. August 2015 |

### Singles
| Jahr | Titel Album                                            | Höchstplatzierung, Gesamtwochen, AuszeichnungChartplatzierungen (Jahr, Titel, Album, Platzierungen, Wochen, Auszeichnungen, Anmerkungen) | Höchstplatzierung, Gesamtwochen, AuszeichnungChartplatzierungen (Jahr, Titel, Album, Platzierungen, Wochen, Auszeichnungen, Anmerkungen) | Höchstplatzierung, Gesamtwochen, AuszeichnungChartplatzierungen (Jahr, Titel, Album, Platzierungen, Wochen, Auszeichnungen, Anmerkungen) | Höchstplatzierung, Gesamtwochen, AuszeichnungChartplatzierungen (Jahr, Titel, Album, Platzierungen, Wochen, Auszeichnungen, Anmerkungen) | Höchstplatzierung, Gesamtwochen, AuszeichnungChartplatzierungen (Jahr, Titel, Album, Platzierungen, Wochen, Auszeichnungen, Anmerkungen) | Anmerkungen                                                        |
| Jahr | Titel Album                                            | CH | US | Latin | ES | CO | Anmerkungen                                                        |
| ---- | ------------------------------------------------------ | --- | --- | --- | --- | --- | ------------------------------------------------------------------ |
| 1989 | No podrás escapar de mi –                              | — | — | Latin30 (7 Wo.)Latin | — | — |                                                                    |
| 1994 | La gota fría Clásicos de la provincia                  | — | — | Latin6 ×3Dreifachplatin · (13 Wo.)Latin                                                                                                  | ES— GoldES | — |                                                                    |
| 1994 | Alicia adorada Clásicos de la provincia                | — | — | Latin25 (4 Wo.)Latin | — | — |                                                                    |
| 1994 | La hamaca grande Clásicos de la provincia              | — | — | Latin13 (9 Wo.)Latin | — | — |                                                                    |
| 1995 | La tierra del olvido                                   | — | — | Latin5 ×2Doppelplatin · (8 Wo.)Latin | — | — |                                                                    |
| 1995 | Pá mayté La tierra del olvido                          | — | — | Latin12 Platin · (7 Wo.)Latin | — | — |                                                                    |
| 1999 | Fruta fresca El amor de mi tierra                      | — | — | Latin1 (32 Wo.)Latin | ES2 Gold · (10 Wo.)ES | — |                                                                    |
| 1999 | El amor de mi tierra                                   | — | — | — | ES17 (1 Wo.)ES | — |                                                                    |
| 2000 | Tu amor eterno El amor de mi tierra                    | — | — | Latin29 (6 Wo.)Latin | — | — |                                                                    |
| 2001 | Déjame entrar                                          | — | — | Latin1 (18 Wo.)Latin | — | — |                                                                    |
| 2002 | Luna nueva Déjame entrar                               | — | — | Latin1 (16 Wo.)Latin | — | — |                                                                    |
| 2002 | Carito Déjame entrar                                   | — | — | Latin14 (19 Wo.)Latin | — | — |                                                                    |
| 2003 | Papadió Déjame entrar                                  | — | — | Latin40 (2 Wo.)Latin | — | — |                                                                    |
| 2004 | Como tú El rock de mi pueblo                           | — | — | Latin1 (18 Wo.)Latin | — | — | Erstveröffentlichung: 24. Mai 2004                                 |
| 2004 | Voy a olvidarme de mi El rock de mi pueblo             | — | — | Latin10 (14 Wo.)Latin | — | — | Erstveröffentlichung: 31. August 2004                              |
| 2012 | Volví a nacer Corazón profundo                         | — | — | Latin1 ×8Achtfachplatin · (28 Wo.)Latin                                                                                                  | ES28 Platin · (10 Wo.)ES | — | Erstveröffentlichung: 5. November 2012                             |
| 2013 | Como le gusta a tu cuerpo Corazón profundo             | — | — | Latin3 ×2Doppelplatin · (23 Wo.)Latin | — | — | Erstveröffentlichung: 21. Januar 2013 feat. Michel Teló            |
| 2013 | Bailar contigo Corazón profundo                        | — | — | Latin6 ×2Doppelplatin · (20 Wo.)Latin | — | — | Erstveröffentlichung: 5. Mai 2013                                  |
| 2014 | El mar de sus ojos Más + corazón profundo              | — | — | Latin11 ×2Doppelplatin · (12 Wo.)Latin                                                                                                   | — | — | Erstveröffentlichung: 3. März 2014 feat. ChocQuibTown              |
| 2014 | Cuando nos volvamos a encontrar Más + corazón profundo | — | — | Latin10 ×6Sechsfachplatin · (21 Wo.)Latin                                                                                                | ES— GoldES | — | Erstveröffentlichung: 28. April 2014 feat. Marc Anthony            |
| 2015 | Nota de amor Los Vaqueros: La Trilogia                 | — | — | Latin5 ×5Fünffachplatin · (22 Wo.)Latin                                                                                                  | ES76 Gold · (21 Wo.)ES | — | Erstveröffentlichung: 3. Februar 2015 mit Wisin feat. Daddy Yankee |
| 2015 | Las cosas de la vida Más + corazón profundo            | — | — | Latin13 Gold · (15 Wo.)Latin | — | — | Erstveröffentlichung: 4. September 2015                            |
| 2016 | La Bicicleta Vives                                     | CH54 Gold · (19 Wo.)CH | US95 (1 Wo.)US | Latin2 ×4×3Vierfachdiamant + Dreifachplatin · (34 Wo.)Latin                                                                              | ES1 ×7Siebenfachplatin · (67 Wo.)ES | CO7 (4 Wo.)CO | Erstveröffentlichung: 27. Mai 2016 mit Shakira                     |
| 2017 | Al filo de tu amor Vives                               | — | — | Latin18 ×3Dreifachplatin · (20 Wo.)Latin                                                                                                 | ES63 (11 Wo.)ES | CO12 (11 Wo.)CO | Erstveröffentlichung: 23. Januar 2017                              |
| 2017 | Robarte un beso Vives                                  | — | — | Latin13 ×3Dreifachdiamant · (26 Wo.)Latin                                                                                                | ES16 ×4Vierfachplatin · (42 Wo.)ES | CO1 (32 Wo.)CO | Erstveröffentlichung: 10. November 2017 mit Sebastián Yatra        |
| 2018 | El arrepentido Ahora                                   | — | — | — | ES33 Platin · (26 Wo.)ES | — | Erstveröffentlichung: 19. Januar 2018 mit Melendi                  |
| 2018 | Hoy tengo tiempo (pinta sensual) Vives                 | — | — | Latin24 Gold · (6 Wo.)Latin | — | — | Erstveröffentlichung: 24. Mai 2018                                 |
| 2019 | Si me das tu amor –                                    | — | — | Latin24 Platin · (4 Wo.)Latin | — | — | Erstveröffentlichung: 1. März 2019 mit Wisin                       |
| 2021 | Cancion boníta Cumbiana II                             | — | — | Latin23 ×7Siebenfachplatin · (13 Wo.)Latin                                                                                               | ES42 ×2Doppelplatin · (28 Wo.)ES | — | Erstveröffentlichung: 13. April 2021 feat. Ricky Martin            |
| 2021 | Colombia, mi encanto Encanto O.S.T.                    | — | US100 Gold · (1 Wo.)US | Latin6 (19 Wo.)Latin | — | — | Erstveröffentlichung: 19. November 2021                            |
| 2022 | Baloncito Viejo Cumbiana II                            | — | — | Latin41 Platin · (3 Wo.)Latin | ES— GoldES | — | Erstveröffentlichung: 2. März 2022 mit Camilo                      |
| 2022 | Cumbia del corazón                                     | — | — | Latin40 (3 Wo.)Latin | — | — | Erstveröffentlichung: 11. August 2022 mit Los Ángeles Azules       |

grau schraffiert: keine Chartdaten aus diesem Jahr verfügbar
Weitere Singles
- 2016: Volví a nacer (Remix) (feat. Maluma, US: Gold (Latin))
- 2018: Un Poquito (mit Diego Torres, US: Platin (Latin), ES: Gold)
- 2020: No Te Vayas (US: Platin (Latin))
- 2020: For Sale (mit Alejandro Sanz, US: Platin (Latin))
- 2020: Cumbiana (US: Gold (Latin))
- 2020: Color Esperanza 2020 (Various Artists, Benefizsingle, ES: Platin)
- 2021: Besos en Cualquier Horario (mit Mau y Ricky & Lucy Vives, US: Platin (Latin))
- 2022: El teke teke (feat. The Black Eyed Peas & Play-N-Skillz, US: Gold (Latin))
- 2023: Beso (Fruta Fresca) (mit Wakyin, ES: Gold)

## Auszeichnungen für Musikverkäufe
| Goldene Schallplatte - Italien - 2018: für die Single Robarte un beso - Kanada - 2024: für das Lied Columbia, Mi Encanto - Mexiko - 2013: für die Single Volví a nacer - 2016: für die Single Nota de amor - 2020: für das Album Corazón profundo - 2022: für die Single Cancion boníta - 2024: für das Album Más + corazón profundo - Polen - 2023: für die Single La Bicicleta - Portugal - 2022: für die Single Robarte un beso - Vereinigte Staaten - 2024: für das Lied Nuestro secreto (Latin) 2× Goldene Schallplatte - Mexiko - 2018: für die Single Al filo de tu amor Platin-Schallplatte - Chile - 2018: für die Single La Bicicleta - 2018: für die Single Robarte un beso - Frankreich - 2025: für die Single La Bicicleta - Italien - 2017: für die Single La Bicicleta - Kanada - 2024: für die Single La Bicicleta - Mexiko - 2025: für die Single Un Poquito - Portugal - 2019: für die Single La Bicicleta - Vereinigte Staaten - 2024: für das Lied La foto de los dos (Latin) - Zentralamerika - 2022: für die Single Cancion boníta | 5× Goldene Schallplatte - Mexiko - 2024: für das Album Vives 4× Platin-Schallplatte - Vereinigte Staaten - 2024: für das Lied Ella es mi fiesta (Latin) 9× Goldene Schallplatte - Mexiko - 2023: für die Single Robarte un beso - 2024: für die Single Color Esperanza 2020 Diamantene Schallplatte - Brasilien - 2018: für die Single La Bicicleta - Mexiko - 2023: für die Single Robarte un beso 3× Diamantene Schallplatte - Mexiko - 2025: für die Single La Bicicleta |

Anmerkung: Auszeichnungen in Ländern aus den Charttabellen bzw. Chartboxen sind in ebendiesen zu finden.
| Land/RegionAuszeichnungen für Musikverkäufe (Land/Region, Auszeichnungen, Verkäufe, Quellen) | Gold       | Platin         | Diamant       | Verkäufe  | Quellen             |
| -------------------------------------------------------------------------------------------- | ---------- | -------------- | ------------- | --------- | ------------------- |
| Brasilien (PMB)                                                                              | —          | —              | Diamant1      | 250.000   | Einzelnachweise     |
| Chile (IFPI)                                                                                 | —          | 2× Platin2     | —             | 240.000   | Einzelnachweise     |
| Frankreich (SNEP)                                                                            | —          | Platin1        | —             | 200.000   | snepmusique.com     |
| Italien (FIMI)                                                                               | Gold1      | Platin1        | —             | 75.000    | fimi.it             |
| Kanada (MC)                                                                                  | Gold1      | Platin1        | —             | 120.000   | musiccanada.com     |
| Mexiko (AMPROFON)                                                                            | 10× Gold10 | 11× Platin11   | 4× Diamant4   | 2.200.000 | amprofon.com.mx     |
| Polen (ZPAV)                                                                                 | Gold1      | —              | —             | 25.000    | olis.pl             |
| Portugal (AFP)                                                                               | Gold1      | Platin1        | —             | 15.000    | Einzelnachweise     |
| Schweiz (IFPI)                                                                               | Gold1      | —              | —             | 15.000    | hitparade.ch        |
| Spanien (Promusicae)                                                                         | 9× Gold9   | 25× Platin25   | —             | 2.010.000 | elportaldemusica.es |
| Vereinigte Staaten (RIAA)                                                                    | 8× Gold8   | 70× Platin70   | 7× Diamant7   | 9.110.000 | riaa.com            |
| Zentralamerika (CFC)                                                                         | —          | Platin1        | —             | 70.000    | cfc-musica.com      |
| Insgesamt                                                                                    | 32× Gold32 | 113× Platin113 | 12× Diamant12 |           |                     |